# Aiguemorte (affluent de l'Arzon)
L'Aiguemorte est un ruisseau français qui coule dans le département de la Haute-Loire. C'est un affluent de l'Arzon en rive gauche, donc un sous-affluent de la Loire.

## Géographie
L'Aiguemorte naît dans les monts du Livradois, sur le territoire de la commune de Beaune-sur-Arzon à 948 mètres d'altitude.
De 4,8 km de longueur, son orientation générale va du nord au sud.

Elle se jette dans l'Arzon en rive gauche sur le territoire de Chomelix, à 760 m d'altitude.

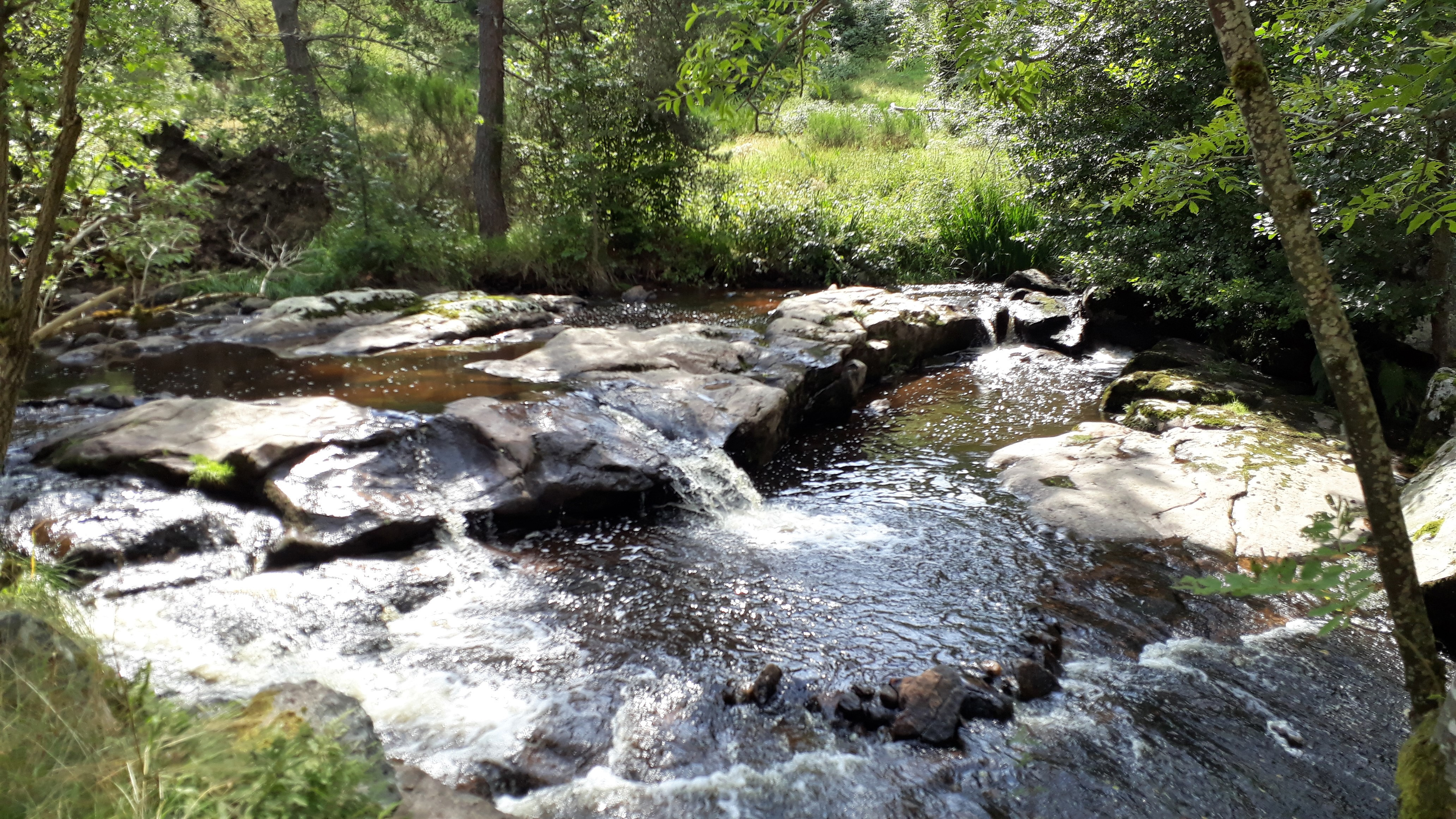
Vue de l'Arzon
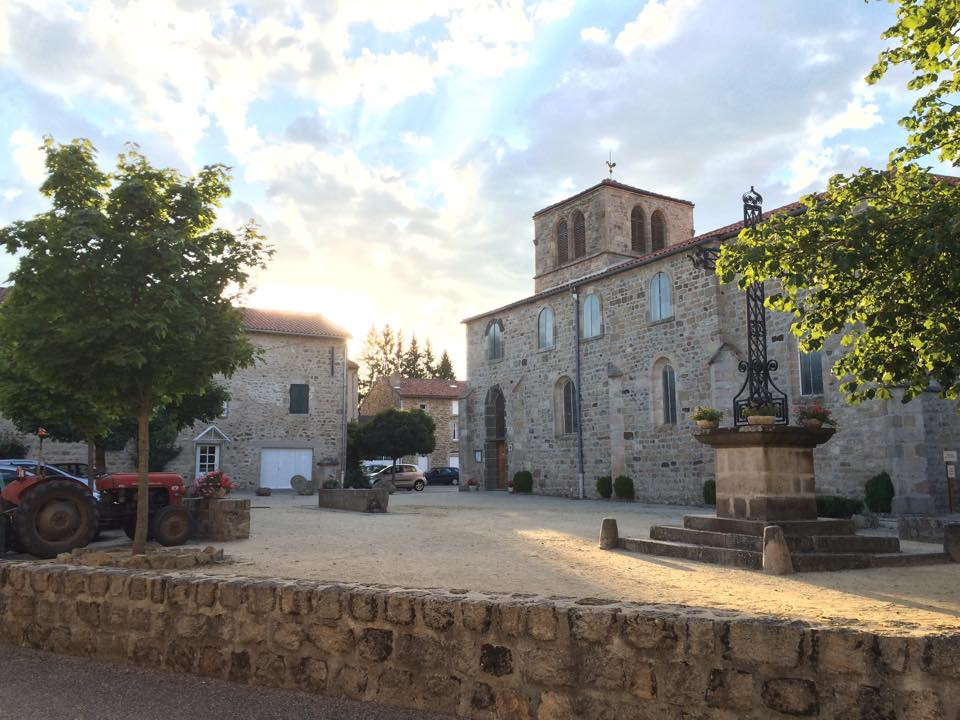
Chomelix, Haute-Loire, France

### Communes traversées
Dans le seul département de la Haute-Loire le ruisseau d'Aiguemorte traverse trois communes : Beaune-sur-Arzon (source), Saint-Pierre-du-Champ, Chomelix (confluence).
Soit en termes de cantons, le ruisseau d'Aiguemorte prend source et conflue dans le même canton de Craponne-sur-Arzon, mais traverse le canton de Vorey, le tout dans l'arrondissement du Puy-en-Velay.

## Affluent
Le ruisseau d'Aiguemorte n'a pas d'affluent référencé. Son rang de Strahler est donc de un.